# Porgesz József
Porgesz József (Öcsöd, 1880. február 14. – Németország, 1944) zsidó származású magyar építész.

## Élete
Porgesz Salamon kereskedő és Grünbaum Katalin fiaként született. Tanulmányait a Magyar Királyi Állami Felső Ipariskolában végezte (1897–1900), majd Jónás Dávid és Heidelberg Sándor építészeknél dolgozott mint rajzoló. A zsidó felső- és középosztály közkedvelt tervezőjeként tucatnál is több budapesti bérház terveiért felelős. Korai épületeinél a német szecesszió, különösen Franz Metzner hatása figyelhető meg. Két világháború közötti munkái inkább már art déco jellegűek. Németországban, koncentrációs táborban halt meg a második világháború alatt. 1929-től a Stylus Építő Rt. alapítójaként és tervezőjeként működött. Foglalkozott bútortervezéssel is. A második világháború alatt koncentrációs táborban halt meg.
Házastársa Schmidek Jolán volt, akit 1912. január 1-jén Budapesten vett feleségül.

## Ismert épületei
- 1907: bérház, Budapest, Népszínház u. 40.[7]
- 1909–1910: bérház, Budapest, Bartók Béla út 34.[8][5]
- 1909–1910: bérház, Budapest, Kruspér u. 3.[9][5]
- 1910–1911: bérház, Budapest, Hegedűs Gyula utca 15.[10][11][5]
- 1911: Rosenfeld-féle bérház, Budapest, Hegedűs Gyula utca 34.[12][13]
- 1911: bérház, Budapest, Liget (korábban: Zalka Máté) tér 2.[14][5]
- 1911–1912: bérház, Budapest, Zsolt u. 7.[15]
- 1912: bérház, Budapest, Ady Endre u. 1.[16]
- 1911: bérház, Budapest, Attila út 77.[17]
- 1912: bérház, Budapest, Balaton (korábban: Pálffy György) u. 12.[18]
- 1913: bérház, Budapest, Salétrom u. 6.[19]
- 1914: Kurzweil-bérház, Budapest, Bacsó Béla u. 10-12.[20]
- 1914 / 1915–1916: Pollacsek–Epstein-féle bérház, Budapest, Dohány utca 56. / Akácfa utca 7.[21][22]
- 1926: bérház, Budapest, Visegrádi utca 53.[23][24]
- 1926–1927: Stílus Építő Rt. lakóháza, Budapest, Kosztolányi Dezső tér 5. / Bartók Béla út 69. / Bocskai út 30–32.
- 1927: bérház, Budapest, Kosztolányi tér 7.
- 1927: a Stilus építő rt. bérháza, Budapest, Fehérvári út 4323/3. hrsz.[25]
- 1927 k.: bérház, Budapest, Bukarest utca 3.
- 1929: bérház, Budapest, Budafoki út 10.[26][27]
- 1929–1931: Stylus-bérház, Budapest, Attila út 133.[3][28]
- 1941: bérház, Budapest 2. ker. Forint utca 7.

### Tervben maradt épületei
- 1907: Függetlenségi Kör székháza, Zombor (megosztott II. díj, Krausz Gáborral)[5]
- 1911: községi nyilvános könyvtár és közművelődési intézet, Budapest (Wannenmacher Fábiánnal)[29]
- 1912: Kazinczy utcai zsinagóga, Budapest (itt végül Löffler Béla és Löffler Sándor terveit fogadták el)[30]
- 1913: Budai zsinagóga, Budapest[5]

## Képtár

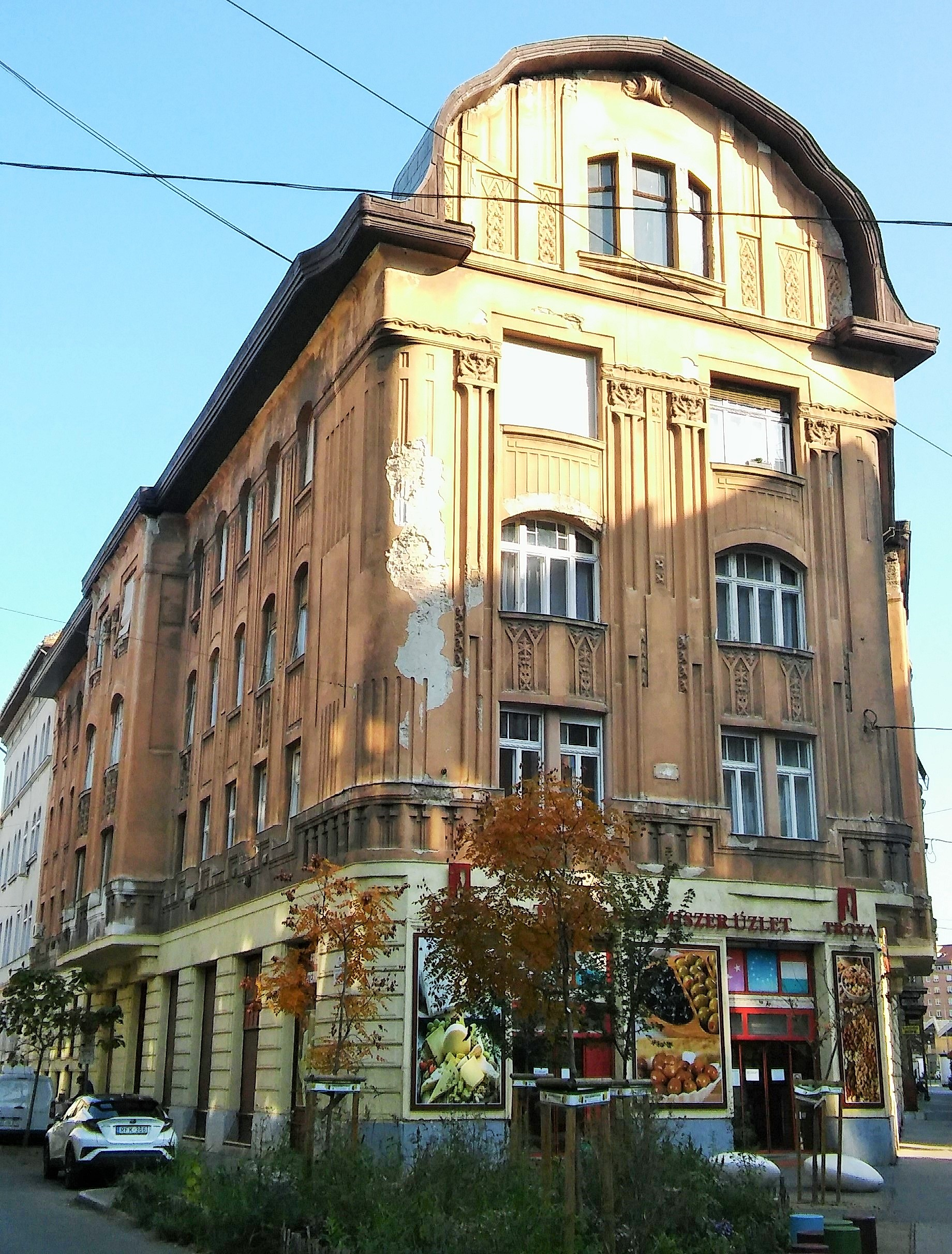
bérház, Budapest, Népszínház u. 40.
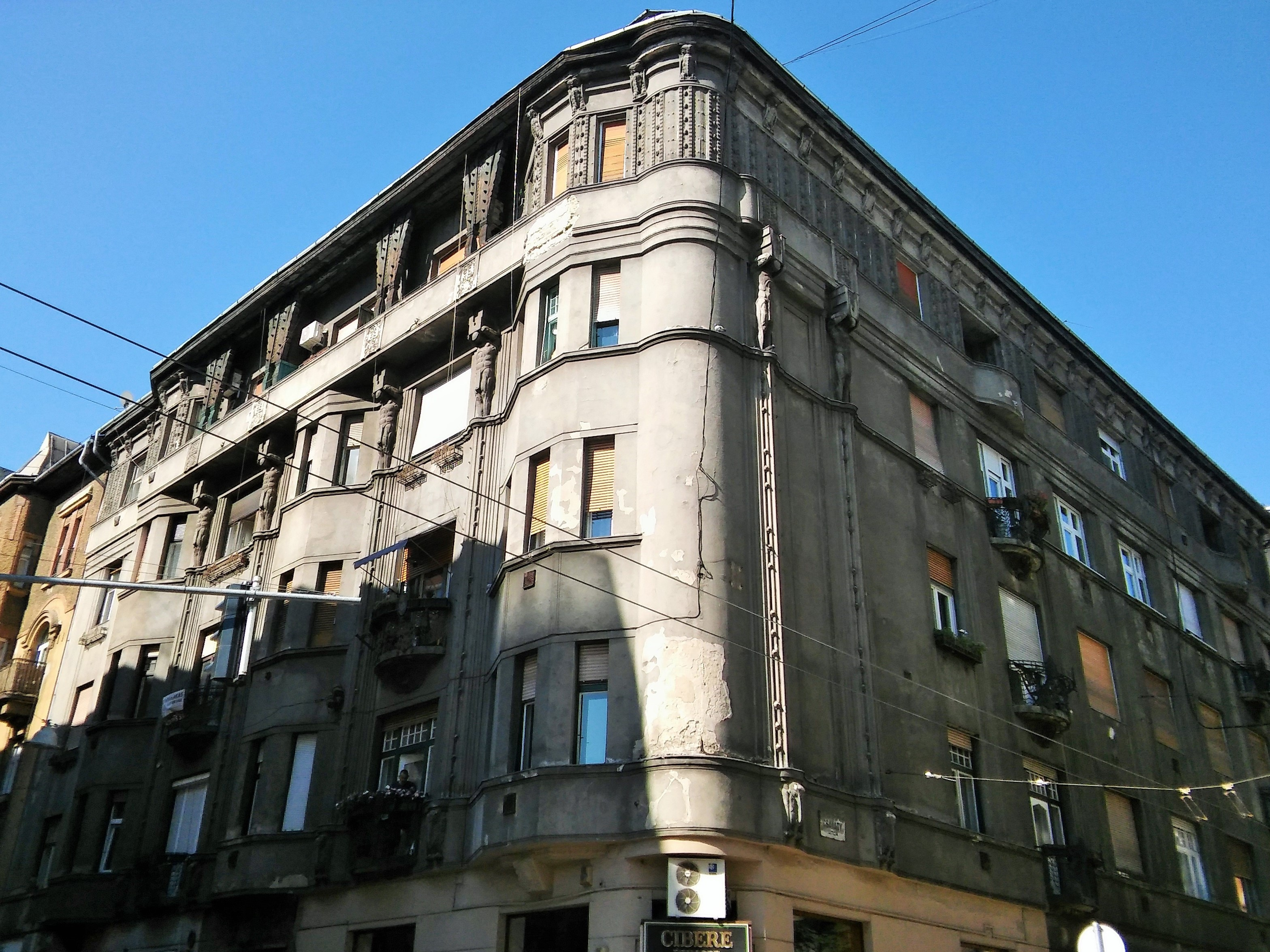
bérház, Budapest, Hegedűs Gyula utca 34.
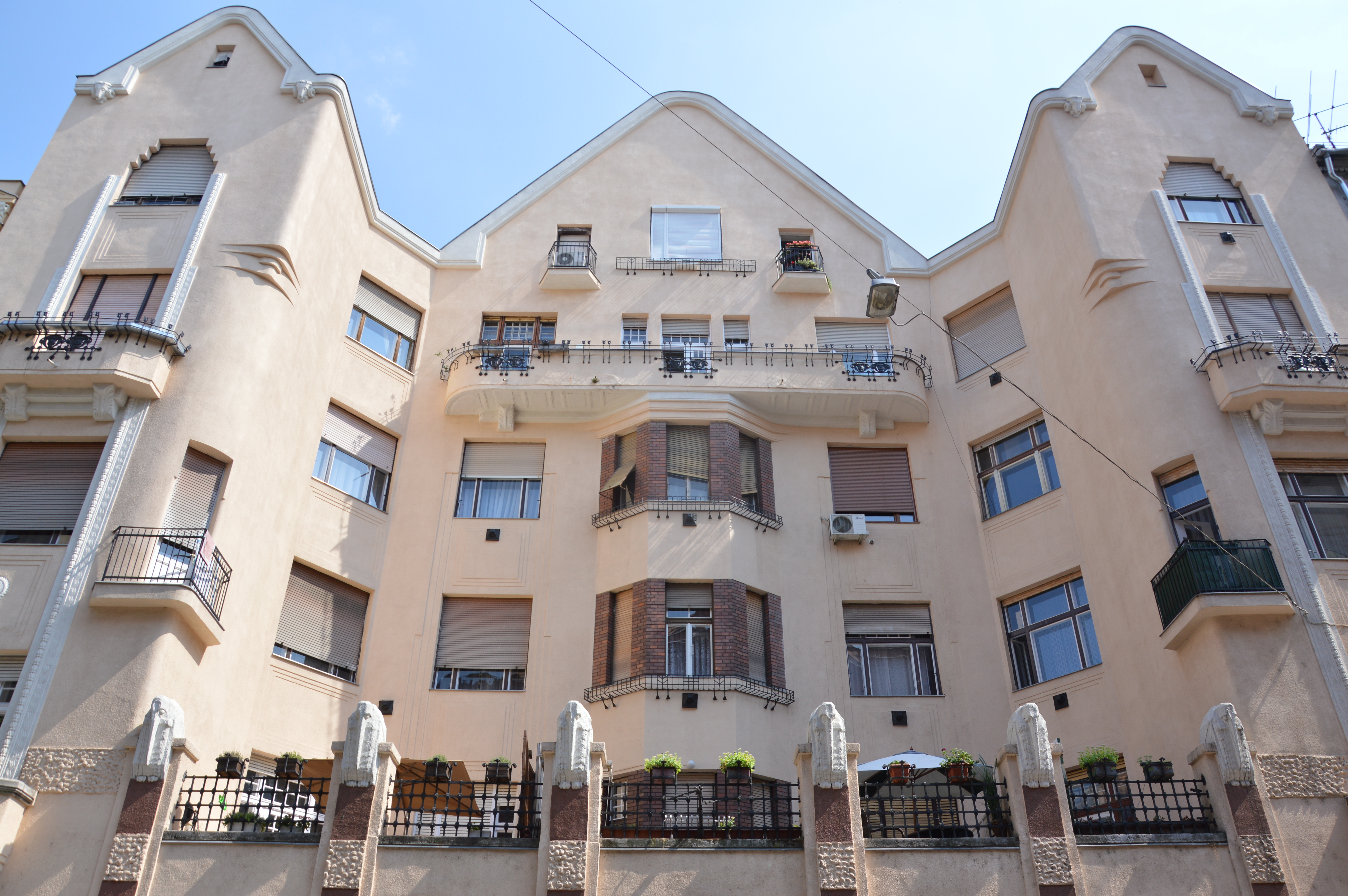
bérház, Budapest, Hegedűs Gyula utca 15.
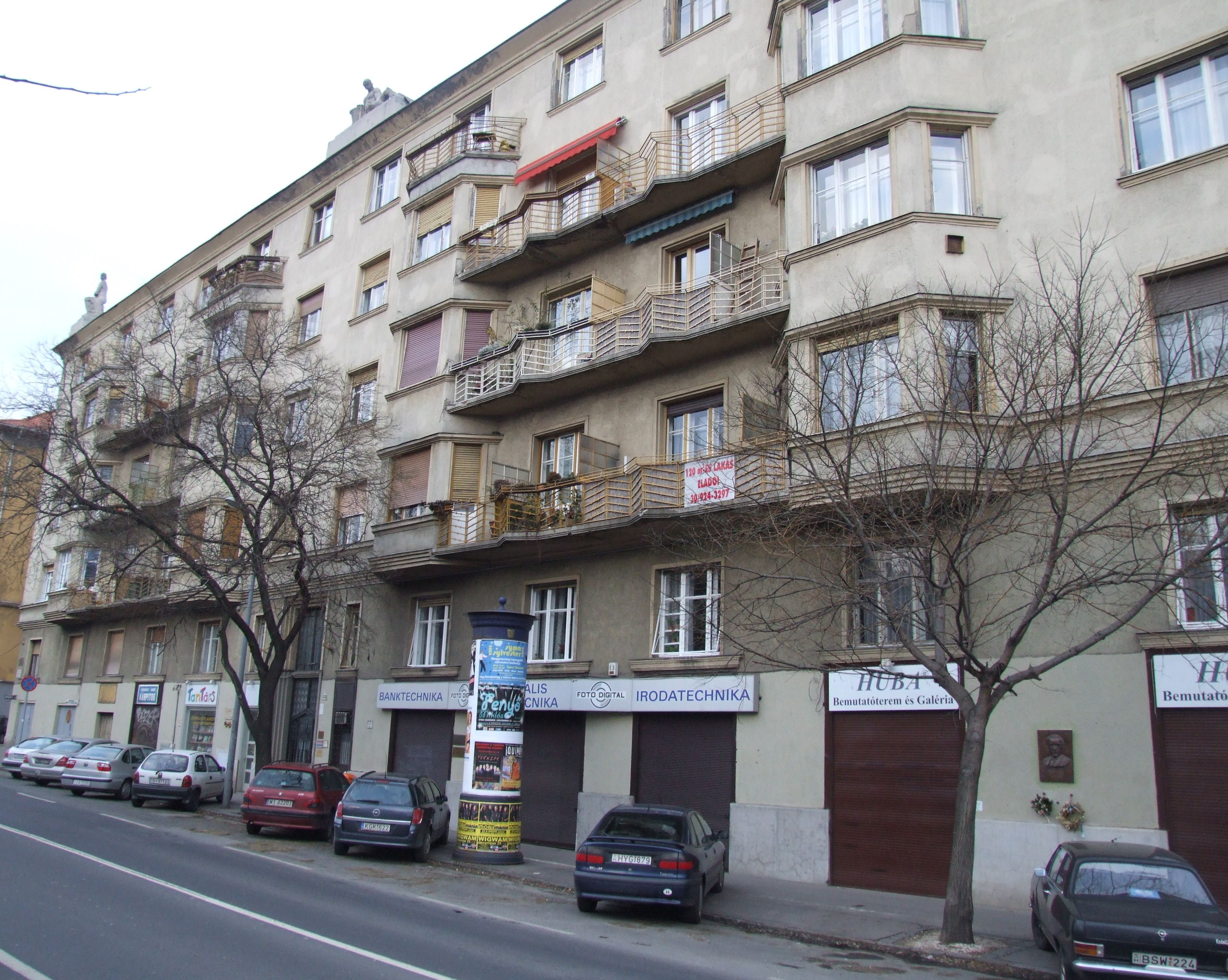
bérház, Budapest, Kosztolányi Dezső tér 5.
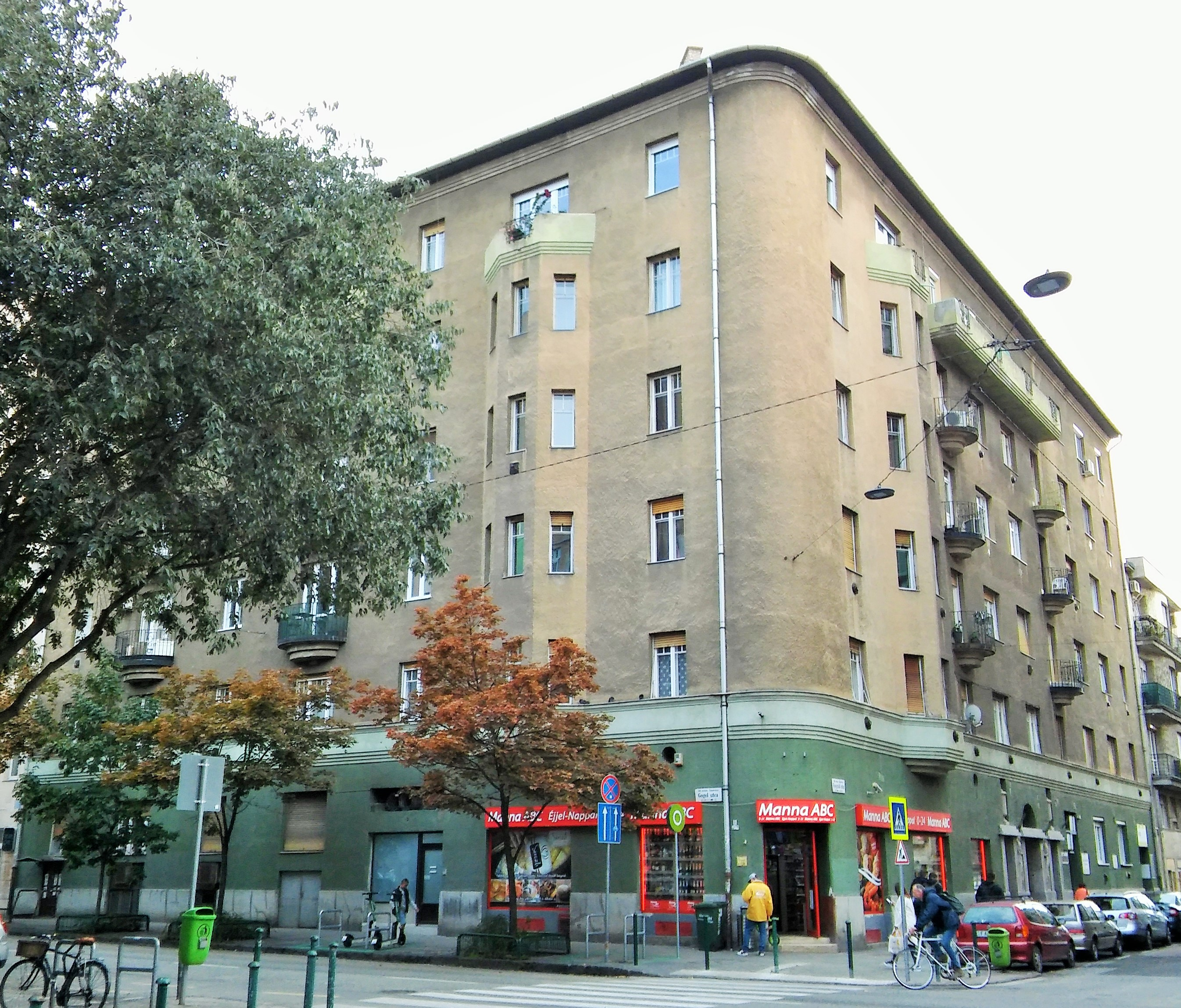
bérház, Budapest, Visegrádi utca 53.
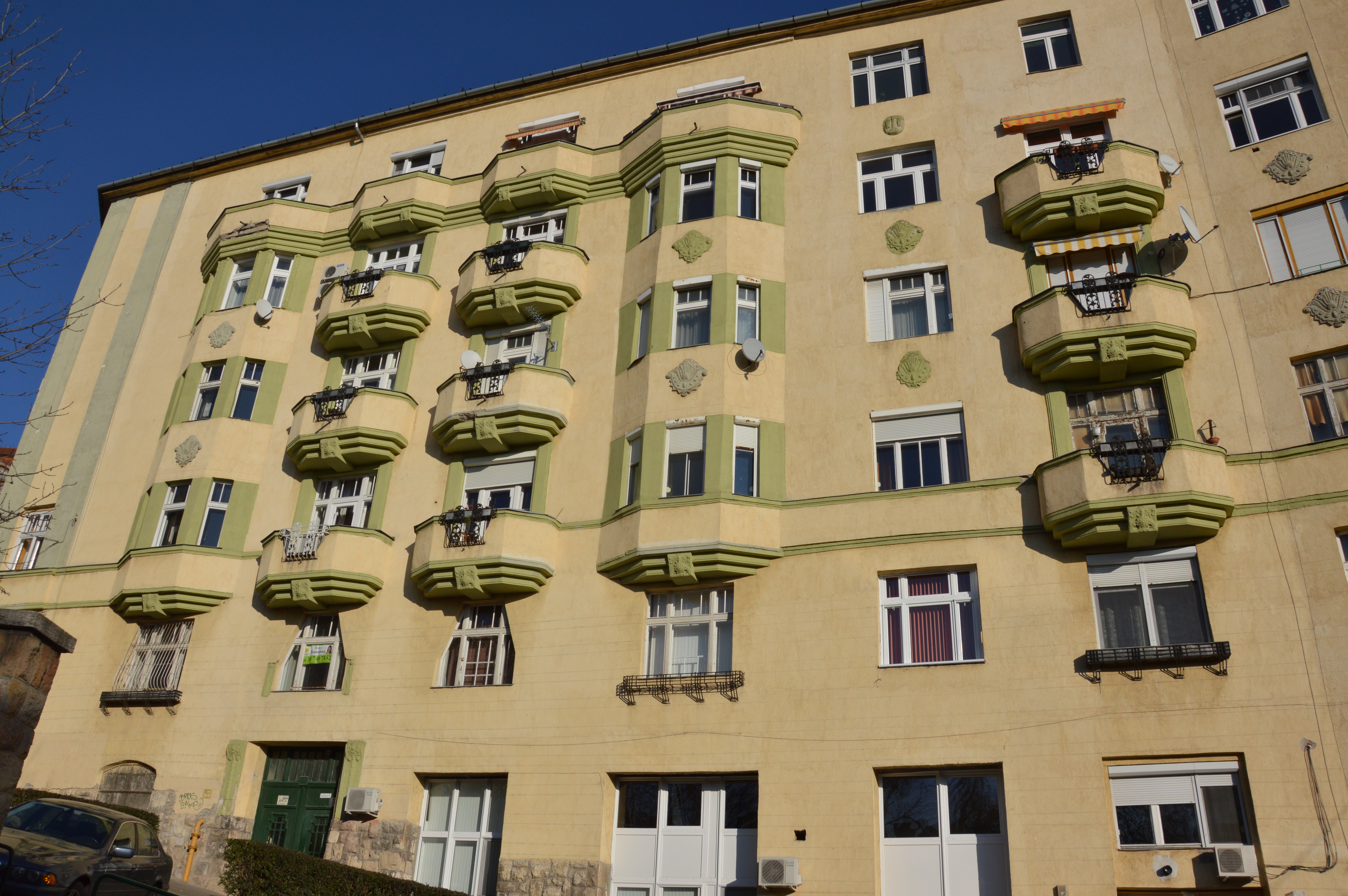
bérház, Budapest, Ady Endre u. 1.

## Egyéb irodalom
- Gottdank Tibor: A magyar zsidó építőművészek öröksége – Lajtán innen és Lajtán túl, K.u.K. Kiadó, Budapest, 2018